# Кубок Данії з футболу 1996—1997
Кубок Данії з футболу 1996–1997 — 43-й розіграш кубкового футбольного турніру в Данії. Титул вдруге здобув Копенгаген.

## Календар
| Раунд           | Дата                               | Матчі | Клуби   |
| --------------- | ---------------------------------- | ----- | ------- |
| Перший раунд    |                                    | 32    | 92 → 60 |
| Другий раунд    |                                    | 20    | 60 → 40 |
| Третій раунд    |                                    | 14    | 40 → 26 |
| Четвертий раунд | 25 вересня 1996                    | 10    | 26 → 16 |
| 1/8 фіналу      | 22 жовтня - 27 листопада 1996      | 8     | 16 → 8  |
| 1/4 фіналу      | 13 листопада 1996 - 9 березня 1997 | 4     | 8 → 4   |
| 1/2 фіналу      | 8-9/16-17 квітня 1997              | 4     | 4 → 2   |
| Фінал           | 8 травня 1997                      | 1     | 2 → 1   |

## 1/8 фіналу
| Команда 1            | Рахунок | Команда 2    |
| -------------------- | ------- | ------------ |
| 22 жовтня 1996       |         |              |
| Ольборг              | 2:0     | Фрем (3)     |
| 23 жовтня 1996       |         |              |
| Болдклуббен 1913 (3) | 0:4     | Сількеборг   |
| Естюкке (2)          | 2:3     | Академіск БК |
| Оденсе               | 6:1     | Орхус        |
| Болдклуббен 1893 (2) | 2:3     | Герфельге    |
| Гольстебро (3)       | 2:4     | Копенгаген   |
| 30 жовтня 1996       |         |              |
| Люнгбю               | 0:4     | Ікаст (2)    |
| 27 листопада 1996    |         |              |
| Вайле                | 1:5     | Брондбю      |

## 1/4 фіналу
| Команда 1         | Рахунок      | Команда 2  |
| ----------------- | ------------ | ---------- |
| 13 листопада 1996 |              |            |
| Герфельге         | 4:4 пен. 3:4 | Сількеборг |
| Академіск БК      | 0:1          | Копенгаген |
| Ікаст (2)         | 1:0          | Оденсе     |
| 9 березня 1997    |              |            |
| Ольборг           | 0:3          | Брондбю    |

## 1/2 фіналу
| Команда 1        | Заг. | Команда 2  | 1-й матч | 2-й матч |
| ---------------- | ---- | ---------- | -------- | -------- |
| 8/16 квітня 1997 |      |            |          |          |
| Ікаст (2)        | 3:2  | Брондбю    | 2:2      | 1:0      |
| 9/17 квітня 1997 |      |            |          |          |
| Сількеборг       | 2:3  | Копенгаген | 1:1      | 1:2      |

## Фінал
| 8 травня 1997 |

| Копенгаген                   | 2:0      | Ікаст |
| ---------------------------- | -------- | ----- |
| Хеммінгсен 72' Д.Нільсен 82' | Протокол |       |

| Паркен, Копенгаген Глядачів: 17 368 Арбітр: Кнуд Стадсгаард |